# Gajarkot, Yadgir
Gajarkot là một làng thuộc tehsil Yadgir, huyện Gulbarga, bang Karnataka, Ấn Độ.